# Nationalliga (Frauenhandball) 1975/76
Die Spielzeit 1975/76 war die 7. reguläre Spielzeit der Nationalliga im Handball.

## Modus
Die 8 Mannschaften spielten eine Hin- und Rückrunde.
Die letzte Mannschaft stieg direkt in die 1. Liga ab und die zweitletzte spielte ein Barrage Spiel.

## Rangliste
| Pl.                   |  | Verein             | Sp. | S  | U | N  | Tore      | Diff. | Punkte  |
| --------------------- |  | ------------------ | --- | -- | - | -- | --------- | ----- | ------- |
| 1.                    |  | LC Brühl (M)       | 14  | 14 | 0 | 0  | 0242:860  | +156  | 028:00  |
| 2.                    |  | DHC Zürich         | 14  | 9  | 2 | 3  | 0132:1180 | +14   | 020:80  |
| 3.                    |  | STV Wettingen      | 14  | 8  | 1 | 5  | 0129:1060 | +23   | 017:110 |
| 4.                    |  | HV Olten (A)       | 14  | 5  | 4 | 5  | 094:1190  | −25   | 014:140 |
| 5.                    |  | LAC Rex Zürich (A) | 14  | 5  | 2 | 7  | 0124:1400 | −16   | 012:160 |
| 6.                    |  | LK Zug             | 14  | 3  | 3 | 8  | 095:1270  | −32   | 09:190  |
| 7.                    |  | DHB Rotweiss Thun  | 14  | 1  | 4 | 9  | 099:1460  | −47   | 06:220  |
| 8.                    |  | HC Servette        | 14  | 2  | 2 | 10 | 0102:1750 | −73   | 06:220  |
| Quelle: , Stand: 1975 |  |                    |     |    |   |    |           |       |         |

| Zum Saisonende 1975/76: |                                                       |
|                         | Meister                                               |
|                         | Saison beendet                                        |
|                         | Entscheidungsspiel: DHB Rotweiss Thun und HC Servette |
|                         |                                                       |
| Zum Saisonende 1974/75: |                                                       |
| (M)                     | Schweizer Meister: LC Brühl                           |
| (A)                     | Aufsteiger: HV Olten und LAC Rex Zürich               |

## Entscheidungsspiel
Am Freitag, 19. März 1976 erreichte ein Brief des Nationalligakomitees, dass diese eine Änderung im Wettspielreglement beschlossen hatten, den Rotweiss Thun. Bei einer Punktgleichheit würde es ein Entscheidungsspiel geben. Rotweiss Thun hat gegen diesen Entscheid Protest erhoben. Rotweiss Thun hatte 2 Punkte Vorsprung auf den HC Servette auf dem letzten Platz. Ihr letztes Spiel war am Samstag, 20. März genau gegen diese Mannschaft. Sie verloren dieses Spiel mit 3:5 (0:2). Daher mussten sie am Donnerstag, 25. März ein Entscheidungsspiel gegen denselben Verein spielen. Der Verlierer stieg direkt in die 1. Liga 1976/77 ab und der Gewinner spielte in der Barrage um den Klassenerhalt.
| 25. März 1976 | HC Servette | 7 : 8 | DHB Rotweiss Thun | Yverdon Schiedsrichter: Hermann Anton |
| 25. März 1976 | (2 : 4)     |       |                   | Yverdon Schiedsrichter: Hermann Anton |
| 25. März 1976 | [ 3 ]       |       |                   | Yverdon Schiedsrichter: Hermann Anton |

## Barrage
| 3. April 1976 | DHB Rotweiss Thun | 6 : 8 | Yellow Winterthur | Thun |
| 3. April 1976 | (3 : 5)           |       |                   | Thun |
| 3. April 1976 | [ 4 ]             |       |                   | Thun |

## Meistermannschaft von LC Brühl
| Schweizer Meister LC Brühl | Spielerinnen: Hanni Bernecker, Christa Bernecker, Rita Roth, Ruth Weber, Kathrin Hegner, Nena Makic, Irene Ammann, Christa Zingg, Marion Keller, Beatrice Zöllig, Renate Rodde, Susi Rüdisühli Trainer: Paul Spiess |